# Општина Скеја (Сучава)
Скеја (рум. Scheia) општина је у Румунији у округу Сучава.
Oпштина се налази на надморској висини од 354 m.